# Charles J. Kleingrothe

Zpracování kaučuku, Malajsie, asi 1910

Charles J. Kleingrothe, vlastním jménem Carl Josef Kleingrothe nebo Klein-Grothe, známý jako C. J. Kleingrothe (1864, Krefeld – 1925) byl německý fotograf, který provozoval asi od roku 1889 ateliér v Medanu na Sumatře a fotografii praktikoval až do počátku 20. století.

## Životopis
Asi od roku 1891 spolupracoval po dobu deseti let se švédským fotografem H. Stafhellem ve společnosti Stafhell & Kleingrothe a fotografoval krajiny a architekturu i portréty. V roce 1901 partnerství skončilo a v roce 1902 Kleingrothe otevřel ateliér na ulici Kesawan v centru Medanu a fotografoval zemědělské subjekty včetně pěstování tabáku, kávy, čaje, kaučuku a palmového oleje, administrativu a dopravu.
Na úložišti Wikimedia Commons se nachází stovky autorových snímků.

## Galerie

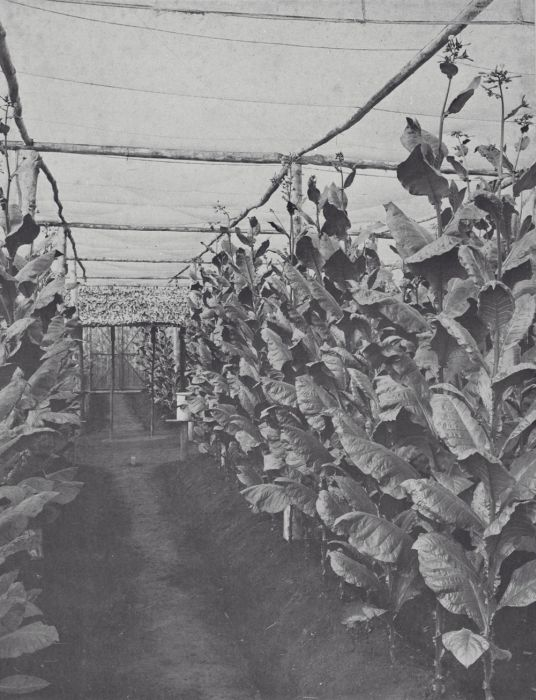
Tabák společnosti Deli
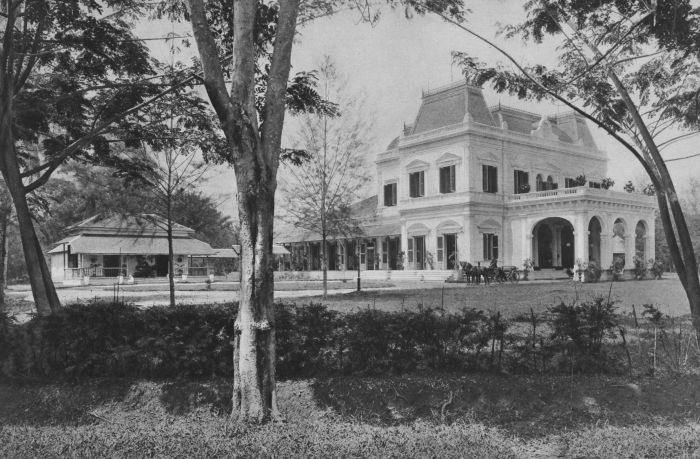
Dům guvernéra
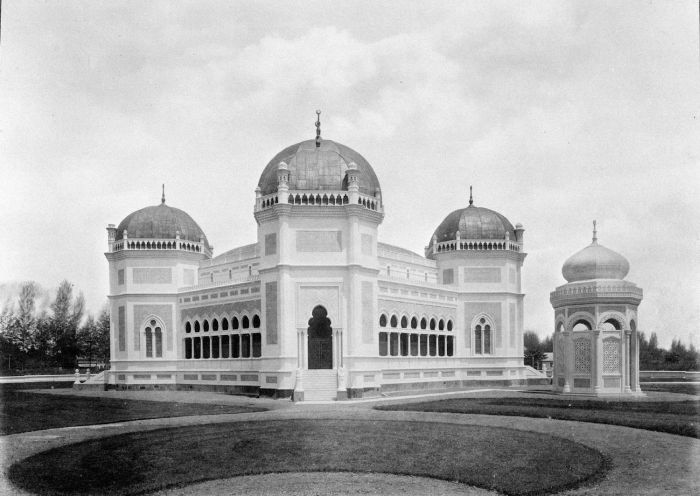
Medanská mešita
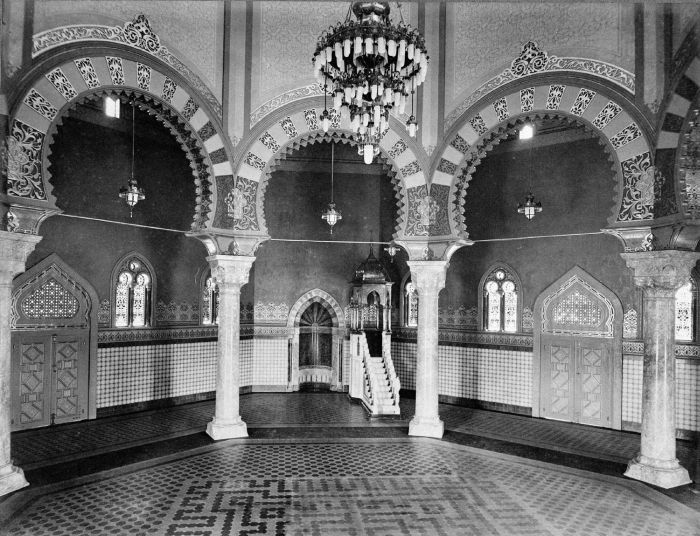
Interiér Medanské mešity
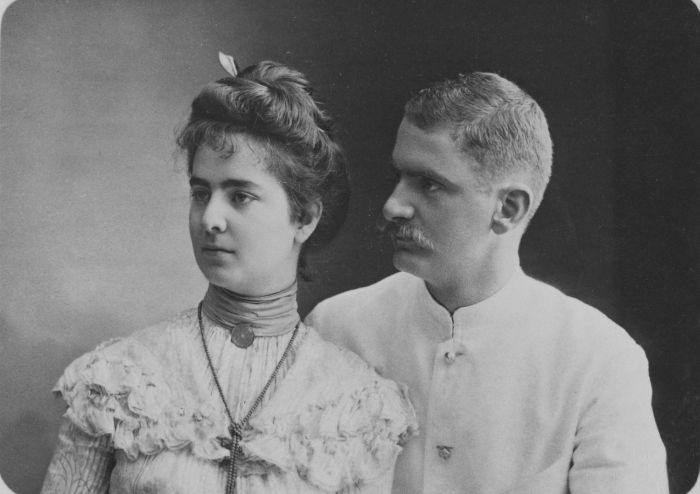
Portrét Van Tijena, správce Deli Company a jeho manželky
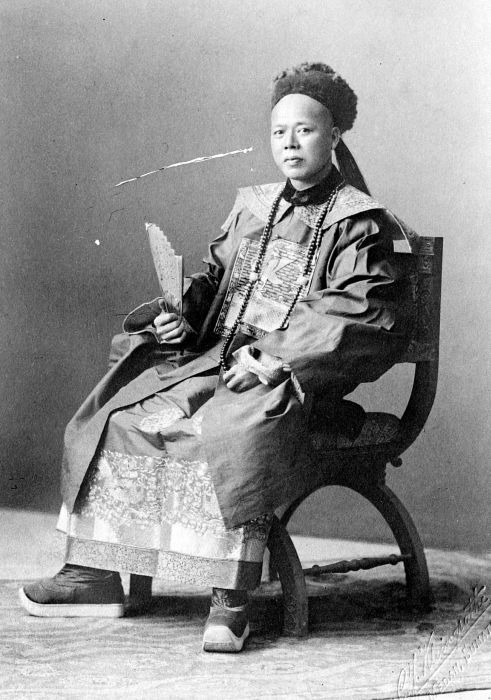
Tjong A Fie, vůdce Číňanů v Medanu
Žena z etnika Klingalesanů, Medan, Sumatra, asi 1890
Muž z kmene Bataků, Medan, Sumatra, asi 1890
Třídění kávy, Medan, Sumatra, asi 1910
Ženy Bataků, asi 1890
Lovci se slonem, 1900
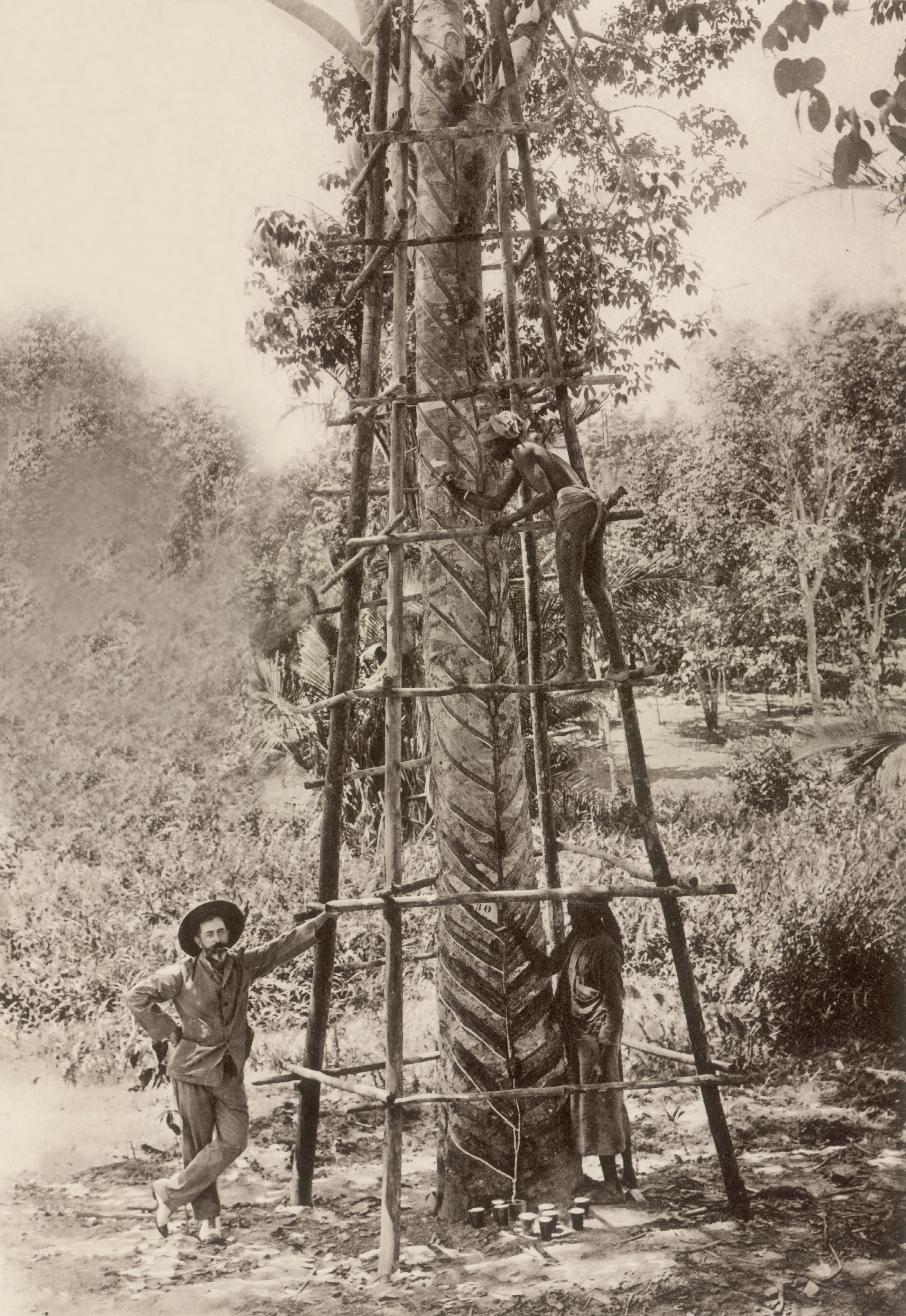
Zpracování kaučuku, Malajsie, asi 1910